# İsmail Demiriz
İsmail Demiriz (* 1. April 1962 in Turgutlu) ist ein ehemaliger türkischer Fußballspieler und -trainer. Durch seine langjährige Tätigkeit für Galatasaray Istanbul wird er vor allem mit diesem Verein assoziiert. Auf der Galatasary-Vereinsseite wird er als einer der bedeutenden Spieler der Klubfußballgeschichte aufgefasst. Des Weiteren ist er ein verurteilter Straftäter, aufgrund Mitgliedschaft der FETÖ.

## Spielerkarriere
Aufgrund seiner nervös wirkenden Spielweise bei Ballbesitz wurde er zu seiner Spielerzeit Titrek İsmail (deutsch Zappel İsmail oder Zitter İsmail) genannt. Entgegen seinem Spitznamen war er für seine sichere, kontrollierte und fehlerarme Spielweise bekannt. Weitere Spitznamen waren Sarı İsmail (deutsch blonder İsmail) und Tarikatci İsmail (deutsch Orden İsmail). Letzterer Spitzname entstand, weil ihm Verbindungen zu verschiedenen religiösen Orden nachgesagt wurden, u. a. der Nurculuk Bewegung.

### Vereine

#### Erste Profijahre, Aufstieg zum Nationalspieler
Demiriz begann mit dem Vereinsfußball in der Jugend von İzmirspor. 1979 begann er seine Profispielerkarriere bei İzmirspor in der dritthöchsten Profiliga der Türkei in der Türkiye 3. Futbol Ligi. Während der Saison 1979/80 wechselte Demiriz mit 17 Jahren auf Leihbasis im Winter 1979/80 für wenige Monate zum zweitklassigen Profiligisten Kocaelispor in die Türkiye 2. Futbol Ligi 1979/80. Vor Saisonende kehrte er im April 1980 zu İzmirspor zurück und erreichte mit der Profimannschaft die Staffel-Meisterschaft der Türkiye 3. Futbol Ligi, womit auch den Aufstieg in die Türkiye 2. Futbol Ligi. 1981 verließ er erneut İzmirspor und ging zum Zweitligisten Denizlispor.  Durch seine überzeugenden Leistungen qualifizierte er sich 1982 mit 19 Jahren erstmalig auch für die türkische U-21-Nationalmannschaft.
1982 wechselte er erneut innerhalb der Liga und kehrte nach Izmir zurück, aber spielte diesmal für Göztepe Izmir. Dort spielte er bis zum April 1983 und kehrte erneut zu İzmirspor, temporär auf Leihbasis, zurück. Bei diesem Verein stieg er erstmalig zum A-Nationalspieler auf und wechselte im Sommer 1983 zum amtierenden Zweitliga-Staffelmeister und Aufsteiger Gençlerbirliği Ankara. Bei seinem neuen Verein eroberte er sich auf Anhieb in der höchsten Ligaspielklasse der Türkei einen Stammplatz und wurde zu einem der Shootingstars der Saison 1983/84. Während seiner überzeugenden Erstliga-Spielleistungen stieg er mit jungen 21 Jahren ab Oktober 1983 regelmäßig zum A-Nationalspieler auf.

#### Galatasaray-Anfänge ab 1984
Bereits während der Saison 1983/84 äußerte Galatasaray Istanbuls Trainer Tomislav Ivić den Wunsch, Demiriz in seiner Mannschaft sehen zu wollen. Der Transfer kam am Saisonende zustande, allerdings wurde Ivićs Vertrag nicht verlängert. Zu diesem Zeitpunkt hatte Galatasaray den Anschluss an die anderen siegreichen Meisterteams verloren. Nach der letzten Meisterschaft in der Spielzeit 1972/73 versuchte man vergeblich über ein Jahrzehnt an diese Meisterschaftserfolge anzuknüpfen. Daher begann Galatasaray eine Transferoffensive und scheute auch keine finanziellen Opfer. Zur anstehenden Saison verpflichtete man den zurückgetretenen Bundestrainer Jupp Derwall. Dieser versuchte mit neuen jungen A- bzw. Nachwuchs-Nationalspielern der Türkei, unter anderem Demiriz, und mit einem neuen erfahrenen Torwart Zoran Simović eine neue Mannschaft zu formen. In seiner ersten Saison absolvierte er 48 Spiele, davon 33 in der Liga, und wurde damit der Spieler mit den meisten Saison-Einsätzen für Galatasaray. Demiriz beendete mit seiner Mannschaft die Saison als lediglich Meisterschaftsfünfter und als türkischer Pokalsieger, wobei er in den Pokalfinalspielen ein Tor beisteuerte.
In seiner zweiten Spielzeit zeigte er eine ähnliche Bilanz mit Einsätzen. Mit dem ebenfalls blonden Semih Yuvakuran bildete er fortan sowohl bei Galatasaray über Jahre als auch in der türkischen Nationalmannschaft für vereinzelte Jahre die beiden Abwehrflügel. In der Spielzeit 1985/86 verlor man die Meisterschaft wegen der schlechteren Tordifferenz an Beşiktaş Istanbul und musste nach 1978/79 erneut knapp mit dem Vizemeistertitel sich zufriedengeben. Die nächste Spielzeit gelang dann der lang ersehnte Meisterschaftserfolg und man gewann nach 14 Jahren Meisterschaftsabsenz wieder das erste Mal die Süper-Lig-Meisterschaft, wobei man mit Teşvik primler (deutsch Motivationsprämien) nachgeholfen hat. Nach diesem Erfolg gab Derwall seinen Rücktritt bekannt und übergab seine Trainerposition an seinen Co-Trainer Mustafa Denizli, wobei Derwall weiterhin als Berater fungierte. Dieser setzte ebenfalls auf Demiriz. Die nachfolgende Saison gewann man erneut die Meisterschaft, diesmal mit der damaligen Rekordpunktzahl von 90 Punkten, dabei betrug die Punktedifferenz zum Vizemeister Beşiktaş 12 Punkte.

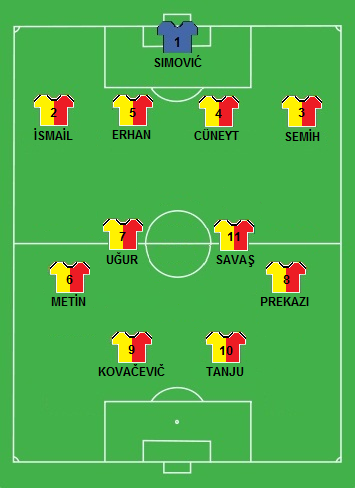
Startaufstellung zum 5:0-Rückspielsieg im Europapokal (1988/89)

In der Saison 1988/89 verpasste Demiriz mit Galatasaray weit abgeschlagen mit 24 Punkten Rückstand die (Rekord-)Meisterschaft, hinter dem bzw. vom Erzrivalen Fenerbahçe Istanbul. Dafür sorgte man im internationalen UEFA-Vereinswettbewerb für Aufsehen. Galatasaray schaffte es im Europapokal der Landesmeister 1988/89 überraschend bis ins Halbfinale, damit überboten sie den Achtungserfolg von Beşiktaş und deren Viertelfinaleinzug 1986/87. Von der Vereinsgeschichte wird besonders das Rückspiel gegen Neuchâtel Xamax als unvergesslich aufgefasst. Zuerst verlor man in der zweiten Runde das Hinspiel mit 3:0. Das Rückspiel in Istanbul gewann man mit einem 5:0-Sieg und kam ins Viertelfinale des Europapokals der Landesmeister. Dort traf man auf den amtierenden französischen Meister AS Monaco. Auch dort setzte man sich überraschend durch und schied erst im Halbfinale gegen Steaua Bukarest aus. Demiriz spielte dabei in den meisten Europapokalspielen über die volle Spielzeit von 90 Spielminuten.

#### Galatasaray der 1990er-Jahre
Nach dem internationalen Achtungserfolg entschied die Vereinsführung, Denizli durch den deutschen Trainer Sigfried Held zu ersetzen. Dieser blieb hinter den Erwartungen zurück und Galatasaray hatte wieder über 20 Punkte Rückstand auf den amtierenden Meister, dabei ließ Held Demiriz weniger Spielen und er hatte weniger als 30 Spiele vorzuweisen, wobei Demiriz in den vorherigen Saisons immer über 40 Spiele pro Saison bestritt. So reagierte die Vereinsführung ein weiteres Mal und verpflichtete zur Saison 1990/91 ein zweites Mal Mustafa Denizli. Auch unter Denizli spielte Demiriz weniger als 30 Spiele. Die Meisterschaft vergab man an Beşiktaş, konnte aber den türkischen Pokal 1990/91 über Verlängerungen in mehreren Runden und den Cumhurbaşkanlığı Kupası 1991 gewinnen.
Die nächstfolgende Saison 1991/92 bestritt Demiriz nahezu 40 Spiele und belegte mit Galatasaray in der Meisterschaft abgeschlagen mit 16 Punkten Rückstand auf den Meister den 3. Platz. Im Europapokal der Pokalsieger 1991/92 kam man bis ins Viertelfinale und schied dort gegen den späteren Europapokalsieger Werder Bremen aus. Am Ende reagierte die Vereinsführung und verlängerte den Vertrag mit Denizli kein weiteres Mal. Stattdessen wurde mit Karl-Heinz Feldkamp ein neuer Trainer verpflichtet. Dieser änderte nach eigenen Vorstellungen die Mannschaft um und ersetzte viele gestandene Spieler durch junge, unbekannte Spieler. Auf die Dienste von Demiriz verzichtete Feldkamp teilweise und ließ ihn lediglich bei drei Ligapartien über die volle Spielzeit spielen und fungierte primär als Einwechselspieler. Zum Saisonende gelang mit dem Gewinn der Meisterschaft und des türkischen Fußballpokals nach 1973 wieder das Double, des Weiteren gab Feldkamp seinen Rücktritt bekannt.
Der Nachfolgetrainer wurde der vorherige Co-Trainer Reiner Hollmann und dieser setzte Demiriz gleich zu Saisonbeginn 1993/94 auf die Ersatzbank und verzichtete auf dessen Dienste. Zum Saisonende gab Demiriz mit 32 Jahren das Ende seiner aktiven Fußballerlaufbahn bekannt.

### Nationalmannschaft

#### U-Nationalmannschaften
Demiriz spielte 1980 das erste Mal für die türkischen Nachwuchs-Nationalmannschaften, während seiner Zeit bei İzmirspor. Bei einem Freundschaftsspiel der türkischen U18-Nationalmannschaft gegen die U18 Bulgariens gab er sein Länderspieldebüt. Im gleichen Jahr absolvierte er zwei weitere Länderspiele für die türkische U18; in der Qualifikation des UEFA-Juniorenturniers 1980, die ohne Finalturnier-Qualifikation endete.
Nachdem er zweieinhalb Jahre für keine weitere Nationalmannschaftsstufe aktiv gewesen war, wurde er durch seine überzeugenden Leistungen bei Denizlispor im Februar 1982 für die türkische U21-Nationalmannschaft nominiert und absolvierte am 16. Februar 1982 gegen die U21-Nationalmannschaft der UdSSR sein Debüt in dieser Altersklasse.

#### A-Nationalmannschaft
Im April 1983 wurde Demiriz vom A-Nationaltrainer Coşkun Özarı im Rahmen eines Qualifikationsspiels der Europameisterschaft 1984 gegen die deutsche Nationalmannschaft zum ersten Mal im Spielkader der türkischen Nationalmannschaft nominiert, saß bei diesem Länderspiel allerdings nur auf der Ersatzbank. Zu dieser Zeit spielte er beim Zweitligisten İzmirspor.
Sein A-Länderspieldebüt für die türkische Nationalmannschaft gab er mit 21 Jahren beim nächsten Qualifikationsspiel in der Startformation am 11. Mai 1983 gegen die albanische Nationalmannschaft. Im nächsten Qualifikationsspiel, gegen die nordirische Nationalmannschaft am 12. Oktober 1983 gelang ihm mit einem rechten Flankenlauf und einer ansehnlichen Flanke mitentscheidend seine Mannschaft zum Sieg führen, diesen hohen Zuspiel verwertete der Stürmer Selçuk Yula erfolgreich per Kopfball zum 1:0-Sieg der Türkei. Nordirland gehörte zu dieser Zeit zu den stärksten Mannschaften der Qualifikationsgruppe 6 und spielte mit der deutschen Nationalmannschaft um den Gruppensieg; durch die Niederlage gegen die Türkei verloren die Nordiren, anhand des Punktverlusts letztendlich die Finalturnier-Qualifikation. Nach diesem Länderspiel etablierte sich Demiriz für die nächsten zwölf Monate in der Nationalmannschaft als Stammspieler in der Startformation auf dem rechten Flügel, sowohl defensiv als Außenverteidiger auch offensiv als Außenmittelfeldspieler.
Nach den Qualifikationsspielen der Europameisterschaft 1984 nahm er mit der Nationalmannschaft an den erfolglosen Qualifikationen der Weltmeisterschaft 1986 und der Europameisterschaft 1988 teil. 1988 bestritt Demiriz mit 26 Jahren seine letzten A-Länderspieleinsätze, danach wurde er noch zweimal für den Spielkader bei den Qualifikationsspielen der Weltmeisterschaft 1990 berücksichtigt. Daraufhin folgten keine weiteren Nominierungen mehr, somit endete seine Nationalmannschaftskarriere mit insgesamt 27 A-Länderspieleinsätzen.

## Trainerkarriere und Weiteres
Nach seiner aktiven Laufbahn als Spieler übernahm Demiriz im August 1995 den Cheftrainerposten vom Drittligisten Kasımpaşa Istanbul und betreute diesen Verein für eine Saison. Im Anschluss arbeitete er eine Saison lang als Jugendtrainer bei Nişantaşıspor. Ab Juni 1998 assistierte er für über drei Monate bei Karabükspor dem Cheftrainer Ahmet Akcan als Co-Trainer. Akcan war jahrelang bei Galatasaray als Co-Trainer tätig und betreute Demiriz während dessen Spielerkarriere bei diesem Klub. Die Saison 1999/2000 arbeitete er mit seinem ehemaligen Mitspieler Uğur Tütüneker als dessen Co-Trainer für eine Saison beim Zweitligisten Siirtspor zusammen, dabei erreichten sie den Aufstieg.
Vom Januar 2013 bis zu einem unbekannten Zeitraum war er als Scout für die türkische Fußballnationalmannschaft tätig, um Fußballspieler zu beobachten.
Im September 2016 wurde Demiriz verhaftet, wegen dem Vorwurf der Mitgliedschaft bei der Terrororganisation FETÖ; die für den Putschversuch im Juli 2016 verantwortlich gemacht werden. Im März 2019 verurteilte das Istanbuler 23. Schwurgericht ihn, wegen seiner Terrororganisation-Mitgliedschaft bei FETÖ zu einer Haftstrafe von sechs Jahren und drei Monaten.

## Erfolge
- als Spieler
  - Mit İzmirspor
    - Staffelmeister der Türkiye 3. Futbol Ligi: 1979/80

  - Mit Galatasaray Istanbul
    - 3 × Türkischer Pokalsieger: 1984/85, 1990/91, 1992/93
    - 2 × Premierminister-Pokal: 1986, 1990
    - 4 × Türkischer Meister: 1986/87, 1987/88, 1992/93, 1993/94
    - 4 × Präsidenten-Pokal: 1987, 1988; 1991, 1993 (ohne Einsatz)
    - 3 × Istanbuler TSYD Kupası: 1987, 1991, 1992

- als Co-Trainer
  - Mit Siirtspor
    - Aufstieg in die Süper Lig als Vizemeister der Aufstiegsrunde: 1999/2000